# 격퇴
"격퇴"(擊退, Beat back)는 한국에서 제작된 이강천 감독의 1956년 전쟁 영화이다. 황남 등이 주연으로 출연하였고 김영창 등이 제작에 참여하였다.

## 출연

### 주연
- 황남
- 최봉
- 허장강
- 윤일봉
- 윤왕국

### 조연
- 남방운
- 박노식
- 안나영

## 기타
- 조명: 이한찬
- 녹음: 이경순